# نیوپرت
نیوپرت (به انگلیسی: Newport) یک برند سیگار ایجاد شده در ایالات متحده آمریکا است؛ مالک فعلی این برند شرکت تنباکوی رینولدز است. این برند در سال ۱۹۵۷ پایه‌گذاری گردید.